# Mary Anne Island
Mary Anne Island albo Marianne Island (fr. Marianne) – wyspa na Oceanie Indyjskim w grupie Wysp Wewnętrznych w Republice Seszeli. Leży około 4 km na południowy wschód od Felicite Island i stanowi część łańcucha wysepek w sąsiedztwie wyspy La Digue. Powierzchnia Mary Anne Island wynosi ok. 96 ha, najwyższym wzniesieniem jest Estel Hill (130 m n.p.m.).
Wyspa jest obecnie niezamieszkana, jednak często odwiedzają ją turyści. Przez większość XIX i XX wieku był to ośrodek produkcji kopry.